# 黒ずくめの組織
黒ずくめの組織（くろずくめのそしき）は、『週刊少年サンデー』で連載されている青山剛昌原作の漫画作品、およびそれを原作とするテレビアニメなどのメディアミックス『名探偵コナン』の作品に登場する架空の犯罪組織。黒の組織とも呼称される。本項では、青山が原案を手掛ける派生作品「名探偵コナン 特別編」に登場する黒ずくめの組織の関係者も扱う。

## 概要
工藤新一の身体を幼児化させた毒薬・APTX4869を開発した国際的犯罪組織で本作の敵勢力。「黒ずくめの組織」「黒の組織」という名称は仮称であり、正式名称は不明。
所属者は基本的に全身を黒の装束に包んで任務を行う。組織の主な活動内容は、重要人物の暗殺、裏での金銭やプログラムソフトの取引、謎の薬の開発などである。世界各国に活動拠点が存在する極大規模の犯罪組織であり、世界中に組織の構成員がいる。組織のメンバーの中には、表向きの仕事が政界・財界・官界・芸能界・医療・科学といった各界の重鎮の者もおり、その場合は、特にその功績が優秀な者が組織の一員としてスカウトされる。そういった暗躍により、APTX4869以外にも十数秒で非通知通話を逆探知して電話番号を手元のPCに表示するハッキング用プログラムやコンピュータウイルス「闇の男爵」（詳細は#広田正巳を参照）など、公開当時には一般的な脅威となり得た違法ソフトウェアすら開発している。
一方、組織の巨大さ故か数多くのスパイに潜入されており、日本の公安警察、アメリカのFBIやCIAなどからの潜入捜査が行われている。しかし、各国の捜査官たちにも未だ組織の全貌を掴まれておらず、作者も「NOCがわりと多いけど大丈夫？」との読者の質問に対し、「大丈夫です」と回答している。複数の劇場版で脚本を担当した櫻井武晴によると、組織のメンバーは一枚岩ではなく、この事実こそが彼らの現状と行く末を暗示しているという。
組織の暗殺のターゲットとなるのは、裏社会での取引相手、組織から脱走した裏切り者、組織の犯罪活動を目撃した者が主である（組織のことを知らない一般人であっても抹殺対象となりうる）。また、組織の存在を示唆するようなミスを犯した所属者は、幹部であろうと問答無用で粛清される。暗殺に際してはライフルや爆弾・毒薬を補助的に用いるが、基本的にはサプレッサー付き拳銃を用い、現場に証拠を一切残さない。
組織の真の目的は不明だが、半世紀前（50年前）から「極秘プロジェクト」を進めている模様。組織の科学者であるシェリー（宮野志保）は、不老不死の伝説が伝わる美國島を訪れているが、作者は組織の目的が「不老不死ではない」ことを明言している。また、構成員のベルモットは、「We can be both of God and the Devil. Since we're trying to raise the dead against the stream of time.（我々は神でもあり悪魔でもある。なぜなら時の流れに逆らって、死者を蘇らそうとしているのだから…。）」と発言したことがある。なお、劇場版第20作『純黒の悪夢』の脚本を担当した櫻井武晴は、その作業に際して作者から組織の目的や現状をすべて教えられたとの旨を明かしている。
アニメ版では大規模な射撃場を保有している。また、劇場版第13作『漆黒の追跡者』や第20作『純黒の悪夢』、第26作『黒鉄の魚影』では、攻撃ヘリコプターのAH-64 アパッチやオスプレイ、潜水艦など多数の兵器を用いる姿が描かれており、公衆の面前で施設ごとターゲットを抹殺しようとする大胆な手段に出ている。

### アニメにおける変更点
テレビアニメ版では当初、放送開始直後ということやまだ黒ずくめの組織を登場させられないと判断されたことと、途中で打ち切りになったとしても収拾が付けられるよう、組織が絡む第5話「新幹線大爆破事件」と第13話「奇妙な人捜し殺人事件」では組織を登場させず、別の犯人に置き換えてその者が逮捕される内容に変更された。やがてテレビアニメ版が軌道に乗ると、後者の事件は灰原の登場に当たって必要不可欠なエピソードとなったため、原作の本筋だけを残して大幅にアレンジした別エピソードの第128話「黒の組織10億円強奪事件」が制作された。しかし、「新幹線大爆破事件」は重要点が「ジンとウォッカのコードネームが発覚する」ことのみだったため、代替エピソードは制作されなかった。このため、テレビアニメ版ではジンとウォッカのコードネームは第52話「霧天狗伝説殺人事件」において、これまでのあらすじを振り返る形で初めて紹介され、既にコナンが2人の名前を知っていることになった。
なお、それ以降で組織が絡む事件では、齟齬の発生を防ぐため原作からの改変が行われていない。また、原作序盤をリメイクした2016年放送のTVスペシャル『エピソード“ONE” 小さくなった名探偵』からは、アニメでも原作でのストーリーが正史となった。

### 別作品における黒ずくめの組織
『名探偵コナン』の他にも、黒ずくめの組織の存在が示唆されている作品がある（ただし、組織自体は未登場）。
『まじっく快斗』
『名探偵コナン』と世界観を共有しており、『コナン』と同一の出来事を別の視点から描いたエピソードも存在する。主人公・黒羽快斗の宿敵である謎の組織も、その非道さや全貌の不明さで黒ずくめの組織との共通点を持っているが、両組織の関連性は明かされていない。
『ルパン三世』
テレビスペシャル『ルパン三世 the Last Job』の前日譚を描く漫画「風魔VSルパン お宝争奪大作戦！」の登場人物・神楽坂飛鳥が実年齢（25歳）より若く見えることについて、黒ずくめの組織やAPTX4869の存在を示唆するやり取りが存在する。詳細は作品記事を参照。
『ルパン三世VS名探偵コナン』、『ルパン三世VS名探偵コナン THE MOVIE』
『ルパン三世』と『名探偵コナン』のクロスオーバー作品。作中では、ルパン一味が黒ずくめの組織やAPTX4869の存在を把握している。特に峰不二子は、黒ずくめの組織に所属していた時期のシェリー（宮野志保）と面識があり、彼女が幼児化して脱走した経緯まで知っている。また不二子は、過去に組織と接触したことを示唆している。

## 構成員

### 黒幕
あの方 / ボス / 烏丸 蓮耶（からすま れんや）
黒ずくめの組織のボスにして黒幕。表向きは半世紀前に99歳で死去したとされている烏丸家の当主で世界的大企業「烏丸グループ」の会長。姓の「烏丸」はアルファベットで「CARASUMA」とも表記される。
メールアドレスは「♯969♯6261」で、若干の音のズレはあるが、携帯電話のプッシュ音が童謡「七つの子」のメロディになっている。灰原はその正体について、「ただでさえ信じ難い人物が浮かび上がって来るかもしれない」との発言をしている。71歳のピスコは「長年仕えた」と語っている。
ラム、ジン、ピスコ、ウォッカ、キャンティ、アイリッシュなどは「あの方」と呼び、ベルモットは「ボス」と呼ぶ。
赤井秀一を自分達に対する"Silver Bullet"（シルバー・ブレット：モンスターホラー小説で狼男を倒すことができる唯一の武器）になり得る存在として恐れを抱いている。
容姿
現時点では、シルエットでしか登場していない。首筋まで伸びた髪と高い鼻、やや肥満気味な体型をしている。素性や素顔は不明。右手には杖を持ち、左肩には自身の紋章にもなっているカラスらしき鳥を乗せている。
人物像
財産は母から受け継いだものとのことで、作中では烏丸家は衰退したとされているが、作者は「烏丸蓮耶の財力は鈴木財閥や大岡家を上回っている。ダントツ」と明かしている。工藤優作いわく「この日本で最も強大な人物」。67年前の誕生日パーティーではアメリカの資産家のアマンダ・ヒューズなどの表世界の上客たちを招いており、それ以前から日本の政官財と裏社会や世界各国の政財界に強い影響力があった。47年前には国際経済フォーラムで烏丸グループの会長として出席するつもりだったはずが体調不良で欠席し、代わりに側近のラムを登壇させている。町医者時代の宮野厚司に研究のバックアップを申し出た施設のスポンサーも「烏丸グループ」であったが、宮野エレーナの姉であるメアリー・世良は「少し胡散臭い」と評しており、厚司も「悪い噂も聞く」と発言している。
表舞台に出ることはないが、任務の際にはメールを使用し、的確かつ冷徹な指示を出す。ベルモットからは「慎重居士、石橋を叩きすぎて壊しちゃうタイプ」と評されており、キールが組織に戻った際には何重にも監視を付け、赤井を殺害して身の潔白を証明するように命じた。組織内では特にベルモットがお気に入りであるとこのこと。彼女とは何らかの関係があるようで、作中人物ではバーボンこと降谷零（安室透）しか知らない極秘事項となっている。なお、劇場版第26作『黒鉄の魚影』によれば現在は姿をくらましているようで、側近のラムですら消息を掴めていないという。
作中の動向
山中の奥野ダムから2キロメートル以上離れた長野県松本市の稲香村に、母から受け継いだ洋館「黄昏の館」（別荘）を所有していた。この館は扉、床、手すり、食器、チェスの駒からトランプに至るまで烏丸の特注品で、全てにカラスをあしらった家紋のような紋章が刻まれていた。40年前、余命幾ばくもない烏丸は「黄昏の館」に隠された財宝を一目見るために、大勢の考古学者を雇って調査させる。だが、考古学者たちはなかなかその手掛かりを見つけられず、死期が迫って業を煮やした烏丸は見せしめとして考古学者を1人ずつ殺害。その後、結局財宝を発見するに至らず、それから20年のうちに烏丸は死去したとされる。館も衰退した烏丸家の手を離れ、この惨劇は人知れず闇に葬られた。財宝の正体については、当初はコナンが考古学者の千間恭介が残した暗号をもとに発見した純金の壁掛け時計を指しているものと思われたが、実際にはその時計を取り外すことで館の外壁が剥がれる仕掛けになっており、館自体が1000億以上の純金でできていることが明らかとなった。
17年前の羽田浩司の殺害現場に残されていた手鏡の「PUT ON MASCARA」という文字を見て、当初コナンと赤井は「ラム」の正体に繋がる手掛かりとされる「ASACA RUM」が隠されていると推理していた。しかし、後に優作と赤井が「ASACA」と「RUM」の2つの単語に分けるのではなく、「CARASUMA」の8文字で1つの名称になると推理し、烏丸が組織のボスであることが明らかとなった。
2017年12月13日に『サンデーうぇぶり』アプリ版で公開された動画内で、作者・青山剛昌によってボスの正体が初めて公式に明言された。

### 幹部
「あの方」によって酒やカクテルの名前に由来するコードネーム（基本的に男性は蒸留酒、女性は果実酒の名称）が付けられており、通常はそれで呼び合う。基本的にコードネームを持っている幹部メンバーの地位は、実力や年功序列などによる多少の上下関係はあってもほぼ同格とされ、ジンが部隊における幹部同士のリーダー的立ち位置にいるのはたまたまであるとのこと。ただし、組織での地位がNo.2とされるラムは別格であり、ジンやベルモットなどのメンバーに指示や命令を下す地位にある。
個別記事および名探偵コナンの登場人物の項に詳細のあるキャラクターの詳細については各リンク先を参照。
ラム (Rum) / 脇田 兼則（わきた かねのり）
声 - 千葉繁
「あの方」・烏丸蓮耶の側近。組織のナンバー2であり、赤井も「ジン以上の大物」と存在を恐れる別格の最高幹部。コードネームは「あの方」に長年仕えた自身の父から受け継いだもの。67年前に烏丸蓮耶の誕生日パーティーに出席した際には、父のコードネームと同じ「ラム」のあだ名で呼ばれていた。47年前の国際経済フォーラムでは、体調不良で欠席した烏丸蓮耶会長代行として登壇した。
ラムの正体に関してはボスの正体に並ぶ組織の最高機密（トップシークレット）の1つとされており、直接ラムに会えるのは限られた人物のみである。ラムが組織メンバーに命令を出す際は、変声機を使用し正体を隠す。赤井秀一がライとして組織に潜入していた頃も、何度かコードネームを耳にしたことがある程度であった。コードネームを持つ幹部でさえ大半の者がラムと直接会ったことがなく、シェリーも対面の経験はないが、ジンはラムとの直接的な面識がある。
「あの方」にとっても無くてはならない存在の一人となっている模様で、本編の17年前に羽田浩司殺害事件において重大な失態を犯しながら粛清されなかったことについて作者は「No.2だから」と答えている。作戦実行部隊の実質的なリーダーとなることが多いジンもラムの命令には一切逆らえず、ベルモットでさえラムの意見に反論しなかった。
若い頃には両眼にフォトグラフィックメモリーの類の特殊な記憶能力を有していたが、17年前の時点で右眼は能力を失っており、義眼になる前の左目の瞳は蛇のような眼として描写されていた。カメラの如く正確に物事を記憶できる特殊能力を情報収集に活用し、手に入れた情報で政財界の大物たちを操ることで組織を拡大させると同時に、政財界に大きな影響力を及ぼしていた。
「Time is money（時は金なり）」を口癖としており、「脇田兼則（わきた かねのり）」と名乗っている。脇田としての身分は、毛利探偵事務所の隣にある寿司屋・「米花いろは寿司」で板前をしている流れ板で、寿司職人として流れ板をやっている理由を「一っ所に腰を据えるのが性に合わない」「流れ流れてここに来た」と語っている。目の前で「眠りの小五郎」の推理を見て「寿司代を安くする」という条件で小五郎に弟子入りを快諾させ、「米花いろは寿司」に腰を据えている。
劇場版第20作『純黒の悪夢』では、特殊な記憶能力と身体能力を高く評価してキュラソーを右腕として招き入れている。
容姿
脇田兼則としては、鼻の下のちょび髭と出っ歯が特徴。しかし、その容姿はカツラ・付け髭・付け歯を用いた変装であり、本来はスキンヘッド。過去に何らかの事故で負傷し、左の眼球が義眼になっている。脇田兼則に変装する際は、義眼の左目を眼帯で隠し、「ひどいでき物ができた」などと周囲に説明していた。
他の幹部たちからは、「片方の目が義眼」「屈強な大男」「女のような男」「年老いた老人」「噂される人物像のすべてが影武者」などと十人十色な噂をされているが、ジンによれば確かな真実は「左目が義眼」であることのみで、他はほとんどが護身のためにラム自ら流した偽情報（ブラフ）であるという。
人物像
脇田としての一人称は「アッシ」で、江戸弁で話す。飄々とした態度であり、ミステリー好きを公言している。推理力は小五郎曰く「まあまあ」だが、周囲の人間を欺くために抑えている。本来の一人称は「私」。推理力や洞察力は工藤優作も舌を巻くほどで、特殊能力を失ってからは高い観察力で補っている。任務の際も、状況の二手三手先を読んだ的確な指示を送っている。組織のメンバーに対しては丁寧であるが威圧的な口調で接する。葉巻を愛飲している。
「あの方」同様に、少しでも疑わしい点は見逃そうとしない用心深さの持ち主。2年前に赤井がライとして組織に潜入していた時も、早い段階で彼が奸賊であることを見抜いていたとされ、赤井の本来の所属であるFBIがジンを捕まえるために張り込んでいた際には、自ら無関係を装った老人に変装する形で囮となり、FBI捜査官のアンドレ・キャメルを誘い出した上に赤井の正体を暴き出している。また、この後のコルンには、赤井とキャメルの写真を見せて抹殺を命令していた。組織の手によって死亡したとされている工藤新一の目撃情報が流出した際にも、脇田として工藤宅の隣家である阿笠宅を訪ねると同時に、彼についての情報を直ちに提供するようバーボンに命じている。その後も再三に渡って情報提供を催促しており、バーボンからは「とてもせっかち」と評されている。『純黒の悪夢』でキールとバーボンにスパイである疑惑が発生した際には、コナンによってキュラソーの携帯から送られて来たメールを見て2人の処刑を中止させる一方、ジン達にメールの真偽を確かめるよう命じる形で警戒を促している。また、組織の脅威となり得る実力者にして世界的推理小説家である工藤優作に関しても、彼が日本に留まる理由を探るようべルモットに命じた。
ラムとしての愛車は黒のロールス・ロイス・ファントム。ただし自らは直接運転せず、運転手を使っている。

ジン (Gin)
声 - 堀之紀 、演 - 佐々木蔵之介
工藤新一にAPTX4869を飲ませた張本人。組織の幹部で、「あの方」・烏丸蓮耶からの信頼も厚く、直接連絡を取り合える。FBIに「ジンを押さえればボスまで辿り着ける」と踏まれており、因縁のある赤井からは「恋人」「宿敵」「本命」などと呼ばれている。
容姿
素性を知らなかった頃の新一から「平気で殺人を繰り返してきたよう」と評された冷酷な目つきと、銀色で腰まで届くストレートの長髪が特徴。目の色は深緑色。左の目尻は、赤井の狙撃によって傷を負わされた。防弾ジャケットを仕込んだ黒いロングトレンチコート、ノーネクタイのハイネック、黒帽子の服装がトレードマーク。
人物像
年齢国籍共に不詳で、日本での活動時は主に日本語を使用しているが、ベルモットとは英語でメールをやり取りしており、劇場版第20作『純黒の悪夢』のノベライズ版では、リースリングとドイツ語で会話をしている。詩人のような台詞回しも特徴。左利き。作者はジンの本名について「裏設定では『黒澤 陣（くろさわ じん）』っていう名前」と答えており、作中では「そして人魚はいなくなった」に登場する名簿に「黒澤陣」の名が記されている。
愛車は黒のポルシェ356A（正確にはC）で、「ドイツの雨ガエル」と呼んで気に入っている。愛煙家であり、ゴロワーズを愛飲する。愛用の拳銃としてベレッタM1934（アニメ版ではベレッタM92）、ライフルにはM16を使用する。
途轍もない切れ者であり、キャンティとの通話中にノイズを指摘されてキールの靴底に仕掛けられた盗聴器に気付いたり、ウォッカを追跡するコナンを逆に窮地に追い込んだりするなど、鋭い洞察力と観察力を持つ。用意周到で用心深く、任務の際は絶対に準備や状況の確認を怠らず、無駄な行動も極力避けるように心掛けている。
様々な分野に関して専門家クラスの知識を持ち、狙撃も一流の腕を持つ。気配を消して対象に接近する技術を持ち、背後から近付かれた者は拳銃を突き付けられるまで全く気付かない。コナンに腕時計型麻酔銃の麻酔針を右腕に撃ち込まれた際は、意識が薄れゆく中で瞬時に右腕を拳銃で撃ち抜き、その激痛により覚醒して任務を続行した。
裏切り者や警察に手が回りそうな者の他にも、目撃者であれば問答無用で抹殺する。仲間はおろか無関係な一般人に対しても笑みを浮かべながら拳銃の引鉄を引く冷酷無情かつ残忍な性格であるため、構成員の中にはジンを快く思わない者もいる。「疑わしきは罰する」がモットーで、裏切り者もしくは組織について探りを入れている「ネズミ」である可能性が少しでも浮上した人物に対しては、たとえ確実な証拠がない段階でも射殺しようとする。赤井、イーサン、スコッチの正体の発覚以降は組織内にネズミ（潜入捜査官）が入り込んでいることを問題視している。
数多くの殺人を犯しているが、「殺した人間の顔と名前は忘れるようにしている」という。また、自分が重要ではないと判断した過去のことも基本的に忘れるようにしており、羽田浩司の事件についても興味を示さなかった 。なお、殺した人物の情報が必要な場合はウォッカからサポートを受けている。
組織の人物との関係
ボスの烏丸に対しては純粋な忠誠心を抱いており、命令を忠実に守ろうと行動する。基本的に行動を共にするウォッカに対しては比較的親しげに接するが、彼が失態を犯した際は「次はないと思え」と警告もしている。ベルモットに対しては、「お前ほどの女」と能力を評価している一方で、彼女の秘密主義にはうんざりしている。なお、肉体関係があることが原作で示唆されているがアニメ版ではカットされた。バーボンの事は「気に食わねぇ野郎」と考えており、ベルモットとバーボンが任務によって爆死する危険に晒されても意に介さなかった。組織のナンバー2であり、幹部ですら会ったことがないラムとも直接の面識があり、彼の地位を理解して従順に従う一方、ラムが17年前の任務に失敗した事には反感を抱いている。
コナンたちとの関係
シェリー（宮野志保）とは、彼女が組織を抜ける以前に何らかの関係があったことを暗示させる描写がある。シェリーの脱走後はポルシェに残された赤みがかった茶髪から彼女の生存を確信し、シェリーを抹殺するためにその追跡に執着していたが、ベルツリー急行で「シェリーを抹殺した」と認識して以降は「シェリー」の名を出さなくなった。
新一の生存と幼児化を知らないが、FBIなどの組織とは別に単独で「組織に対抗する何者かがいる」ことは察知している様子であり、「探偵のようなキツネ」と表現した。
赤井の事は組織に潜入していた頃から嫌っており（ただし、ジンよりバーボンの方が赤井を嫌っていたことがウォッカの口から語られている）、FBI捜査官であることが発覚してからは強敵として警戒し、赤井の抹殺に意欲を見せている。
小五郎に対しては、キールの靴からコナンの仕掛けた盗聴器を発見したことで組織の認識やシェリーとの関わりを疑うようになる。この一件の直後は、赤井の機転とベルモットの擁護によって一旦は標的からは外したものの、完全には疑惑を捨てずに情報を共有しただけでなく 、「暗がりに鬼を繋ぐが如く、鬼だったとしたら、眠っている間に始末しねぇとな」とも語っている。
その他
2020年5月7日発売の雑誌『ダ・ヴィンチ』2020年6月号で実施された「読者にしあわせを与えてくれたキャラ」ランキングでは15位を獲得した。
詰めの甘い場面も目立つことから、ファンには愛される一方で（組織を代表する）ポンコツキャラクターとしても捉えられている。

ウォッカ (Vodka)
声 - 立木文彦、演 - 岡田太郎
ジンと行動を共にしている幹部構成員で、ジンと並んでコナン（新一）からマークされている。右利き。本名は不明だが、単行本第28巻収録の「悪魔の矢」に登場する名簿にて、ジンの名前と示唆されている「黒澤陣」の隣に「魚塚 三郎（うおづか さぶろう）」という名前が書かれている。
がっしりとした体格で、受け口とエラが張った顎を持つ。常に漆黒のサングラスをかけているため素顔は不明。ジンに対しては「兄貴」と呼び高い忠誠心を払っている一方、その他のメンバーのことはあまり信用していない。ジンやベルモットと接する際は語尾が「〜ですぜ」「〜ですかい」となる独特の丁寧語を使うほか、彼らと同様に皮肉めいた言い回しも用いる。組織内ではテキーラとほぼ同格の地位にあり 、彼の死後はその任務を引き継いでいる。
拳銃などの武器の取り扱い、自動車・バイク・戦闘ヘリ などの操縦、IT関連の技術、さらに特殊メイクによる変装など多彩な能力を持ち、ジンの右腕として活躍を見せている。しかし、ジンとは対照的に機転と注意力に欠けた失敗が多く、ジンからたびたび指摘されている。ジンが忘れるようにしている「殺した人物」の情報が必要になった場合は、それを教えるなどのサポートをしている。APTX4869を使って始末した（と思い込んでいる）新一のことも覚えており、ハロウィンパーティーで新一（正確には服部平次の変装）に遭遇した際は驚愕の色を見せていた。
極悪非道な性格で、取引相手や標的に対して粗暴な態度を取り、ジンの「疑わしきは罰せよ」という方針にも肯定的である。ただし、劇場版第20作『純黒の悪夢』で疑惑の段階でもジンが即座にキールとバーボンを殺そうとした際には躊躇いを見せており、ジンと比べると人間味のある側面も目立つ。
愛用の拳銃については不明だが、ジンがAPTX4869を用いて新一の殺害を目論んだ際には、リボルバーを懐から出してジンに止められている。また、シェリーがピスコに拉致・監禁された際には、サイレンサーを装着したFN ブローニング・ハイパワーを使用している。

ベルモット (Vermouth) / シャロン・ヴィンヤード (Chris Vineyard)
声 - 小山茉美
情報収集や暗殺、取引などのサポートを行う組織の女性幹部。『あの方』・烏丸蓮耶のお気に入り。
"A secret makes a woman woman."（訳：女は秘密を着飾って美しくなる）が座右の銘。
使用している拳銃は、原作では主に「SIG SAUER P230」、アニメ版では「ワルサーPPK」「S&W M36」「コルト・ベスト・ポケット」など。組織の任務の際は、ハーレーダビッドソン・VRSCに乗る場合が多い。
モデルは『ルパン三世』シリーズの登場人物である峰不二子。
人物像
ハリウッドで活躍する人気二世女優。29歳。秘密主義で謎の多い女。
プラチナブロンドのロングヘアーと碧色の目をした美女。「千の顔を持つ魔女」の異名通り、老若男女問わず変装可能で変声機を使わずに他人の声を模倣することができ、この能力を活かして情報収集や攪乱工作を行う。変装術は過去に役作りのため、日本の有名マジシャンである黒羽盗一（初代怪盗キッド）に弟子入りして教わったもの。拳銃の扱いにも長け、車のサイドミラーを見ながら正確に後方の細部を撃ち抜く技量がある。作中では英語と日本語しか使用していないが、作者曰く「ありとあらゆる言葉を話せる」とのこと。
組織と無関係の一般人を脅迫して殺人を強要したり 、笑いながら標的を殺そうとするなど冷酷な性格。FBIとその関係者に情けはかけない反面、無関係な人間は巻き込まないように配慮する描写も多い。
カルバドスの一件からキャンティとコルンに嫌悪されているが意に介さず、ジンに銃を突きつけられても臆さない胆力を持つ。あの方とラムに対しては敬語を使う。
バーボンに何らかの秘密を掴まれており、彼が消息不明になると組織内にリークされる手筈になっているとのこと。
組織内ではコナンと灰原の正体やその所在を知る唯一の人物であると共に、灰原の両親である宮野夫妻が開発に携わったAPTX4869の研究の全容についても知っている模様で、APTX4869に幼児化の作用があることを組織に隠している節がある。
本名と正体
本名はシャロン・ヴィンヤード 。ハリウッドでアカデミー賞を受賞したこともある世界的な大女優。年齢は不詳で、少なくとも40代を過ぎているはずだが、20年前から容姿が変わっていない。演技と老けメイクで不老を隠しながら時期を見計らって娘のクリスとして素顔でデビューし、一人二役で活動。物語開始の1年前にシャロンの死を偽装して葬儀を行い、以後はクリスとしてのみ活動。よってニューヨークで新一と有希子、蘭に語っていた自身の夫や娘の話は作り話になる。シャロンが脚光を浴びた舞台は『ゴールデン・アップル』（『黄金の林檎』はギリシャ神話、北欧神話などでは『不老不死』の象徴。旧約聖書において『林檎』は『禁断の果実』）であるらしく、ジョディは標的名を聞かれて「『ラットゥンアップル（腐った林檎）』にでもしておきましょうか」と答えた。
コナン達との関係
物語開始の1年前にニューヨークで赤井を抹殺するため通り魔の男に成り済ましていた際、廃屋の手すりが壊れて転落しかけたところを新一と蘭に救われた過去を持つ。この時の蘭の行動と新一の「人が人を助ける理由に論理的な思考は存在しないだろ」という言葉がきっかけで、2人に肩入れするようになり、新一（コナン）を"Cool Guy"（クールガイ）、蘭を"Angel"（エンジェル）と呼ぶ。また、新一（コナン）のことは組織を倒すことのできる唯一の存在と認識し、「銀の弾丸（シルバー・ブレット）」とも呼んでいる。小五郎の身辺調査を行うバーボンに協力する際には「何があっても新一（コナン）と蘭の2人に危害を加えないこと」を条件にしている。
一方、シェリー（灰原）については「彼女だけはこの世にいてはならないのよ」と2度ほど抹消に動いている。ベルツリー急行事件後は、「ジョディの追憶とお花見の罠」と劇場版第26作『黒鉄の魚影』の2度、変装して灰原に接触している。『黒鉄の魚影』では灰原を助ける行動を取っているが、これについて「ブローチを譲ってくれた灰原を助けたというエピソードは、先生が初期の頃に足してくれたアイデア」と監督が言及している。
有希子とは、共に盗一に弟子入りしていた時期に仲良くなった。有希子が女優になり立ての頃からの親友であるが、ベルツリー急行で対峙して以降は決別した状態にある。

キャンティ (Chianti)
声 - 井上喜久子
腕利きの女性スナイパー。茶髪のショートヘアで、紫色の口紅を塗り、左目周りにアゲハチョウをあしらったタトゥーを入れている。国籍、年齢不詳。愛車は青の初代ダッジ・バイパー。
一人称は「アタイ」で、下品かつ過激な言葉使いが特徴。上司のラムにもタメ口で接する。容姿や愛車に表れているように、派手なものを好む。主にコルンとコンビを組んで行動する。
射撃の腕は高速道路を走行中の車のタイヤを正確に狙撃できるほど優秀で、浮遊する戦闘ヘリコプターから指先ほどの大きさのメモリーカードもろともアイリッシュを狙撃している。使用ライフルのH&K PSG-1（8.1キログラム）を片手で持てるほどの腕力の持ち主であるが、待ち伏せ時間の長さに癇癪を起こしてジンに警告されるといった短気さに加え、人目につく形で狙撃体勢を取って一般市民に発見される不用心な側面があり、影で暗躍するスナイパーとしては欠点も多い。
スナイパー仲間のカルバドスに対しては強い仲間意識を持っており、彼を利用して見殺しにしたベルモットに対して強い憎しみを抱いている。作者曰く、コルンよりベルモットを嫌う気持ちが強いのは「キャンティは女だから余計に」とのこと。
Boichiによるスピンオフ漫画「キャンティのLAST SUPPER ～最後の晩餐～」では、主人公として登場する。

コルン (Korn)
声 - 木下浩之
腕利きの男性スナイパー。常に黒い野球帽を被り、サングラスをかけているため、素顔は見えない。年齢・国籍共に不詳だが、日本人ではない模様。使用ライフルはレミントンM24。
キャンティとコンビを組んで行動することが多い。一人称は「俺」で、饒舌なキャンティとは対照的に寡黙であり、助詞を省いた片言に近い言葉で淡々と話す。
性格は冷酷で、人間を狙撃する際には頭を撃ち抜くことにこだわる。高速道路を走行中の車のタイヤを正確に狙撃でき、命中した弾丸の位置から瞬時に狙撃方角を特定できるほか、キャンティとは異なり感情的な迂闊さも見せない。その寡黙な性格を買われ、監視役としてラムからの命令を受けたこともある。
感情の起伏はほとんど見られないが、キャンティがアイリッシュを狙撃した際に「俺、撃ちたかった」と不満を露わにしたり、スタウトの正体を知って射殺した際に「俺、信じてた。残念」と呟いたりと、時折人間味を露にする。スナイパー仲間のカルバドスがベルモットに惚れていたことを知っており、彼を利用した件でベルモットのことを嫌っている。アニメオリジナルエピソードでは、観覧車への興味をキャンティに見抜かれて赤面したことがある。

#### 本編途中で死亡した幹部
ピスコ (Pisco) / 枡山 憲三（ますやま けんぞう）
声 - 村松康雄
「あの方」・烏丸蓮耶に長年仕えていた組織の古参幹部。71歳。表の顔は自動車メーカーの会長で、コナンからは「経済界の大物」と評されている。白髪と細目が特徴の老紳士で、表向きは落ち着いた言動を見せるが、組織の一員として行動する際は紳士的な口調を崩し、細目を見開く。
灰原の両親である宮野夫妻とは親しい仲で、開発中であったAPTX4869について聞かされており、身体が幼児化していたシェリー（宮野志保）を見て「君がここまで進めていたとは」と語っていた。アイリッシュからは父のように慕われていた。
老齢ながら拳銃の腕は衰えておらず、暗闇の中でも銃に布を被せた状態からシャンデリアの鎖を正確に撃ち抜く技術を持つ。しかし吞口議員暗殺の際、不注意による失態を犯したことからジンに「耄碌したな」「老いぼれ」と酷評され、犯行をサポートするために同じ会場にいたベルモットにも「死んで正解だったわね」と毒づかれている。使用拳銃はワルサーPPK。
「映画監督・酒巻昭氏を偲ぶ会」の会場で、収賄の発覚によって逮捕寸前だった呑口を暗殺した後、会場を訪れていた灰原がシェリー（宮野志保）と同一人物であることに気付き、彼女をホテル旧館の酒蔵に監禁して始末しようとする。その後、駆け付けたコナンを灰原もろとも始末しようとするが、自身の銃撃で漏れ出したスピリタスがタバコの火に引火するという想定外の事態に気を取られ、コナンと灰原の脱出を許してしまう。その上、銃口を天井のシャンデリアに向けた瞬間を偶然撮影されており、その写真が翌日の朝刊の1面に掲載されることとなったため、「あの方」直々の命令を受けたジンに射殺された。なお、死後には自宅が全焼したことが目暮警部の口から語られている。

テキーラ (Tequila)
声 - 廣田行生
コンピュータのプログラム関係の取引を行っていた構成員。地位はウォッカと同格。
口ひげを生やした身長2メートルを超す大男で、関西弁で話す。
コナンに発信機を靴底へ取り付けられてもそのことに気付かないまま彼を蹴り飛ばす、自身のカバンが別のカバンにすりかわったことに気付かないなど、粗暴かつ不用心な男。その容姿と服装からかなり目立っていたようで、取引現場付近にいた複数の第三者に覚えられていた。
物語開始の2年前には、プログラマーの板倉卓にとあるプログラムを作るよう強要していた。その後、ゲーム制作会社・満天堂で中島秀明と取引しようとしていたが、竹下 裕信（たけした ひろのぶ）が中島を殺害する目的で用意していた爆弾入りのカバンを間違って受け取ってしまい、トイレでカバンを開き爆死した。遺体は損壊が激しく、身分を証明するものも発見されなかったため、身元の判別が不可能とされた。なお、死後はウォッカが板倉への任務を引き継いでいる。

カルバドス (Calvados)
声 - なし
腕利きの男性スナイパー。愛用銃はレミントン。使用ライフルはH&K MSG90（アニメ版のみ。原作では不明）。
ベルモットにシェリー殺害のサポートとして協力する 。ベルモットと対峙するジョディの腹部をライフルで狙撃して重傷を負わせた。車のトランクから飛び出した蘭にも銃口を向けるが、ベルモットに制止された。その後、赤井によって両足を折られ、持っていたライフル、ショットガン、拳銃3丁を回収される。さらにベルモットが自身を見捨てて逃走した後、隠し持っていたもう1丁の拳銃で自殺。この一件から、ベルモットはキャンティとコルンから嫌悪されている。コルン曰く「ベルモットに惚れてた」心情を利用されてしまったという背景がある。
原作ではシルエットでの登場で姿が描かれることはなかったが、アニメ版では後にコルンの回想シーンで銃を構えキャップを被ったサングラス姿の上半身が描かれた。

### その他の構成員
組織でコードネームを与えられていない下位層の構成員。

#### 本編途中で死亡した構成員（コードネームなし）
宮野 明美（みやの あけみ） / 広田 雅美（ひろた まさみ）
声 - 玉川砂記子
灰原哀こと宮野志保の姉。国籍は日本だが、日本人の宮野厚司と日系イギリス人の宮野エレーナとの間に生まれたイギリス人のクォーター。母方の親族に、伯母であるメアリー・世良、義伯父である赤井務武、その実子であり従兄妹にあたる赤井秀一、羽田秀吉、世良真純を持つ。
南洋大学を数年前に卒業。帝丹小学校にも在学しており、19期生に当たる。死亡時の年齢は25歳前後。偽名は恩師である広田正巳から取って付けた「広田雅美」。
組織の重要人物であった妹とは違い、コードネームは付けられておらず、監視付きではありながらも大学へ通い友人と交遊するなど比較的自由な生活を送っていた。ただし、小学生時代は組織の命令でよく転校させられていたとのこと。
明るく優しい性格であり、妹の志保にも慕われていた。自分の命が危うい状況でも気丈に振る舞い、心配する妹を気遣っていた。赤井には「平静を装って陰で泣いていたバカな女」と評されている。
5年前、諸星大に車へ当たり屋をされたことをきっかけに、3年間恋人として付き合っていた。しかし、アンドレ・キャメルのミスにより諸星がFBI捜査官・赤井秀一であることが組織に発覚したため、交際を続けることができなくなった。この事件により、明美は組織に「FBIの潜入捜査を手引きし、今後も組織の情報を外に漏らす原因を作る可能性が高い危険人物」と認識されることになる。それから2年後、自分と志保を組織から抜けさせることを条件に、銀行強盗（アニメでは現金輸送車強盗）を実行する。犯行は成功するが金の隠し場所を教えなかったため、約束を反故にされてジンに腹部を撃たれて致命傷を負ってしまう。その後、ジンとウォッカが立ち去って間もなく駆けつけたコナンに、自分が黒を象徴とする巨大な犯罪組織に所属する末端の人間であることと、強奪した10億円の隠し場所を告げて息を引き取った。
コナンが自分から「工藤新一」だと告げた数少ない人物で、告げた理由について作者は「この人はもう助からないと思って本当のことを喋ったんだよ」と明かしている。明美の死によって志保（シェリー）は組織から逃亡し、灰原として登場することとなる。なお、明美はコナンに対して「子供のくせに落ち着いていて大人っぽい」という認識を持っていた。
明美の初登場回をアニメ化した第13話「奇妙な人捜し殺人事件」では、ジンとウォッカが沖田（おきた）という組織に関係のない銀行強盗常習犯に置き換えられたため、アニメでは第128話「黒の組織10億円強奪事件」（明美と組織が絡む本筋を残したアニメオリジナルエピソード）の中で初登場した。なお、2016年に放送されたテレビスペシャル『名探偵コナン エピソード“ONE” 小さくなった名探偵』では、原作に準拠した設定で描かれた。
劇場版第5作『天国へのカウントダウン』では、劇場版オリジナルの設定として生前に組織の監視を逃れ、マンションの一室に構えていた隠れ家が登場する。ウォッカが大家から聞き出したところによれば、明美が1年分の家賃を前払いしていたことから電気や電話は使えるままとなっており、寂しさに駆られた灰原は留守番電話に残る姉の声をひそかに聴いては妹としての思いを告げていたが、それが元でジンたちに逆探知されかけ命を狙われることとなる。

楠田 陸道（くすだ りくみち）
声 - 岩田光央
キールが杯戸中央病院に潜伏している可能性があると考えた組織から、頸椎捻挫の患者として同病院へ送り込まれたスパイ。組織の重要人物ではなく、コードネームは与えられていない。
コナンとFBIに正体を見抜かれたため車で逃走するも、捜査関係者の1人に赤井が含まれていることを知り、その恐怖から隠し持っていた拳銃で頭部を撃って自殺する。楠田の遺体は赤井の死を偽装するためのトリックに利用され、赤井の車ごと焼き払われた。
使用拳銃はグロック17で、後に入手ルートを調査するために赤井秀一を通じて降谷零（バーボン）の手に渡った。

呑口 重彦（のみぐち しげひこ）
声 - なし
組織に属していた政治家。56歳。収賄の発覚によって逮捕寸前の状態になり、情報の漏洩を懸念した組織に切り捨てられ、杯戸シティホテル内で開催されていた「映画監督・酒巻昭氏を偲ぶ会」の最中、ピスコの拳銃で撃ち落とされたシャンデリアの下敷きとなって死亡した。吞口の死後、その家族も蒸発したことが目暮警部の口から明かされている。

#### 故人（コードネームなし）
宮野 エレーナ（みやの エレーナ）
声 - 鈴木弘子（第341話 - 第771話）→ 林原めぐみ（第953話 - ）
宮野明美、宮野志保の母。夫の厚司と共に組織の科学者を務めていたが、数年前に研究所の火災に巻き込まれ、彼と共に焼死したとされている。日本人とイギリス人とのハーフである日系イギリス人。厚司とは留学のためにイギリスから来日した際に知り合う。第二子妊娠年齢は29歳。メアリー・世良の実妹で、赤井秀一、羽田秀吉、世良真純の叔母に当たる。旧姓は「世良」。
担当患者とも最低限の会話しかしない人見知りな性格で、対面したことのある阿笠からも「無口で何を考えているのかわからなかった」と評されている。組織では「ヘル・エンジェル」（地獄に堕ちた天使）と評されていた。しかし、実際は娘との「別れ」を悟り、志保への誕生祝いを録音したカセットテープを用意する娘思いな人物であった。
志保へ遺したカセットテープのうち、18歳用のテープで開発中の薬について「とても恐ろしい薬」と言及し、夫と共に願いを込めて「シルバー・ブレット」と呼んで作っていたこと、そしてその薬の完成には娘との「別れ」が必要であるという情報を遺している。
組織と関わりを持つ以前は、厚司と共に町医者として個人医院「宮野医院」を開業していた。そこで面識を持った降谷零のことを同じハーフであることから特別視しており、「遠くへ行かなければならない」として零に別れを告げていた。零にとってエレーナは初恋の相手であり、彼女に会うために喧嘩などでわざと傷を作って通院していた。

宮野 厚司（みやの あつし）
声 - 中村悠一
宮野明美、宮野志保の父。組織の一員だったが、数年前に研究所の火災に巻き込まれ、妻のエレーナとともに焼死したとされている。エレーナが二番目の子供を妊娠していた当時の年齢は35歳。
30年前には医師兼科学者として白鳩製薬で薬の開発チームの一員として勤務していた。何らかの夢を追ってある研究もしていたが、不本意にもマッドサイエンティストと叩かれて学会を追放された上、白鳩製薬の倒産も重なり、個人医院「宮野医院」を妻と共に経営する生活に落ち着いていた。阿笠博士とも過去に発明品の発表会で何度か顔を合わせており、彼の発明品を高く評価していた。
眼鏡をかけて顎髭を生やした穏やかな風貌の男性であり、阿笠からも「気さくで感じのいい男」と評されている。
30年ほど前、幼なじみの出島 壮平（でじま そうへい）に「自分の理論を認めてくれたスポンサーの大きな研究施設に行く」と話しており、デザイン事務所として使用する物件を探していた彼に自分の家を明け渡して去った。その後、20年前に「出島に大事な話がある」とエレーナと明美を連れて出島の事務所を訪れたが、ちょうど彼は不在だったため、会わずに帰った。
少年時代に医院に通っていた降谷零の回想では、烏丸グループ出資の施設にて研究のバックアップを打診され、妻の姉であるメアリー・世良らから悪い噂を聞いたため断ろうと考えていたが、エレーナの後押しと妊娠もあって前向きに検討し始めた経緯が描かれている。

### 本編途中で脱退した者
シェリー (Sherry) / 宮野 志保（みやの しほ）
声 - 林原めぐみ
組織の科学者で、「APTX4869」の開発に携わった宮野厚司と宮野エレーナの次女。隠し持っていた「APTX4869」を飲んで身体が幼児化し、現在は灰原 哀（）と名乗り、阿笠博士宅に居候しながら帝丹小学校1年B組に通う一方、「APTX4869」の解毒薬を研究している。裏切り者として組織からミステリートレインで爆殺されたと認識され、ベルモットを除いて組織に生存を知られていない。

沼淵 己一郎（ぬまぶち きいちろう）
声 - 龍田直樹
頬がこけて頭蓋骨にそのまま皮膚を貼り付けたような顔をした、関西出身の痩せた男。連続殺人犯として警察から指名手配されていた。
組織では末端の末端で、かつては身軽さを買われ、有能な殺し屋になるための教育を受けていたが、まるで使い物にならなかったことから、シェリーが開発した薬の人体実験に使われる予定であったが、その前に逃亡した。研究所に彼の資料が送られていたため、シェリーは顔を知っていたが、彼の逃走中にシェリーも組織から抜けたため、実際に顔を合わせたことは無かった。
灰原は、組織の影に怯えながら逃げて追手と勘違いして一般人3人を殺害した彼に哀れみの目を向けつつも、「同情の余地はないけど」と語った。人情に厚い面もあり、自身が育った群馬県の森林で迷った光彦を、逮捕を覚悟した上で少年探偵団のもとへ送り届けた。
その後、死刑囚として収監されているが、組織の情報を白状しても誰にも信用されないと組織に判断され、抹殺の対象から外されている。

### 潜入捜査官
バーボン (Bourbon) / 降谷 零（ふるや れい）
安室 透（あむろ とおる）という偽名を使い、組織に潜入している警察庁警備局（ゼロ）の公安警察官。

キール (Kir) / 本堂 瑛海（ほんどう ひでみ）
水無 怜奈（みずなし れな）という偽名を使い、 組織に潜入しているCIAの諜報員（シークレット・エージェント）。

#### かつての潜入捜査官
ライ (Rye) / 赤井 秀一（あかい しゅういち）
諸星 大（もろぼし だい）という偽名を使い、組織に潜入していたFBIの捜査官。ジンとの合同任務中に正体が露見したため、逃走してFBIに戻り、コナンの策で死亡を偽装して沖矢 昴（おきや すばる）という大学院生に扮し、工藤邸に居候しながら行動している。

#### 故人（潜入者）
スコッチ (Scotch) / 諸伏 景光（もろふし ひろみつ）
かつて降谷零と共に潜入していた公安警察官。組織内では赤井や零と3人で行動を共にしていた。3年前に正体が露見し、組織が名前を聞き出す前に赤井の目の前で拳銃自殺した。
イーサン・本堂（イーサン・ほんどう）
本堂瑛海の実父で、組織に潜入していたCIAの諜報員だった。不注意から危険な状況に陥った娘の身を守るため、瑛海の犯行に見せかけて自殺した。

バーニィ (Banyi)
声 - 木村雅史
かつてイーサンや瑛海と共に、黒ずくめの組織への潜入諜報を行っていたCIA諜報員。
イーサンの新しいつなぎ役となる予定だったが、瑛海のミスが原因でイーサンが死亡してしまう。その直後に現場へ駆け付けたが、そこでジンとウォッカの存在に気付いて自殺した。

### 派生作品オリジナルキャラクター
原作以外の作品に登場するキャラクター。劇場版からは第5作『天国へのカウントダウン』、第13作『漆黒の追跡者』、第20作『純黒の悪夢』、第26作『黒鉄の魚影』でオリジナルキャラクターが登場している。スパイ3人を含む6人のコードネームを持つメンバーと、コードネームを持たないメンバー2人の計8人が登場しているが、全員が本編内で死亡している。このほか、スペシャルアニメ・テレビドラマ・ゲームおよび特別編にも、合わせて7人のオリジナルキャラクターが登場している。

#### 劇場版

##### 天国へのカウントダウン
原 佳明（はら よしあき）
声 - 橋本晃一
コンピュータ会社「TOKIWA」の専務で、主に最新ゲームのプログラムを担当するプログラマ。32歳。
穏やかな風貌と子供っぽい性格から、少年探偵団にも懐かれていた。好物はチョコレートで、人前でも平然とつまんだり、殺害される直前もチョコレートケーキを食べようとしていた。
黒ずくめの組織に関与していた時期があり、裏切って重要なデータを持ち去ろうとしていたが、同時期に発生した殺人事件のターゲットとなっており、その混乱に乗じて自宅へ踏み込んできたジンによって射殺された。なお、データはそれに際して自宅内のPCから消去され、ツインタワー内のTOKIWAのメインコンピュータもデータの流出を防ぐため、ウォッカによって爆破された。
殺害される寸前には、犯人を指し示すダイイング・メッセージとしてそばにあった銀色のナイフを手に握り締めていたが（銀をローマ字表記にしたGINを英語読みにするとジン）、ジンはこれを「ナイフで銃に抵抗する気」と解釈したため、その真意に気づけなかった。一方、コナンはその真意に気づいたが、組織とは無関係に原を殺害する予定だった如月 峰水（きさらぎ ほうすい）によって現場を偽装されていたことと、「ジン」というコードネームが本名でもなく酒の名前でしかないことから、警察の捜査にこれ以上の進展は望めないと考え、この件での追跡を断念した。
名前の由来は林原めぐみ、山崎和佳奈、神谷明から。

##### 漆黒の追跡者
アイリッシュ (Irish)
声 - 幹本雄之
金髪で筋骨隆々な大男。本名・国籍は不明。上に向かって大きく歪曲し、端部が内側に折れ曲がったL字状の眉を持つ。ピスコを父のように慕っていたことから、彼を射殺したジンを恨んでいる。
組織のNOCリストが入ったメモリーカードを回収するために派遣されるが、それを成功させるには連続殺人事件を解決する必要があると考え、ベルモットの協力で松本清長管理官に変装する。彼を監禁して警察に潜入して捜査を進める過程で、コナンの正体が工藤新一だと気付き、「あの方」の前に連れて行き、ジンを失脚させようと目論む。
機転の利くコナンを見て疑いをかけ、手掛かりを集めて新一であることを突き止めたり、連続殺人事件を解決へ進めたりするなど、優秀な頭脳を持つ。戦闘能力も非常に優れており、大和敢助を含む警察官7人を一挙に気絶させたほか、蘭と対峙した際には、空手の達人である彼女に技の精度や速度ではやや劣ったが体格や体力の優位で圧倒し、その後にコナンの放ったキック力増強シューズによるシュートにも耐え切っている。拳銃の扱いにも長けており、連続殺人犯の振り下ろしたナイフを銃撃で弾き飛ばしたり、コナンのベルトとシューズを正確な射撃で破壊したりしている。使用拳銃はSIG SAUER P226。
物語終盤でメモリーカードの回収に成功したものの、警察による包囲からは逃げられないとジンに見限られ、ジンの命令に応じたキャンティにより、メモリーカードと共に狙撃される。最後は、宿敵である自分を救おうとするコナンを自らを盾にして組織から庇い、「工藤新一…いつまでも追い続けるがいい」と言い遺し、息を引き取った。

岡倉 政明（おかくら まさあき）
声 - なし
広域連続殺人事件の第3の被害者。代議士の秘書を装った黒ずくめの組織の工作員。32歳。
組織に消されないよう、保険としてお守り袋に組織の重要情報（NOCリスト）が収められたメモリーカードを入れていたが、その事実を把握した組織に近々殺害される予定であった。しかし、組織とは無関係の本上 和樹（ほんじょう かずき）から個人的に恨まれており、組織の手が及ぶ前に殺害された。
組織の関係者ではあったが、自らの命を犠牲にして救ってくれた女性の命日には必ず花を贈る、義理人情に厚い一面も持っていた。

##### 純黒の悪夢
キュラソー (Curaçao)
声 - 天海祐希
ラムの腹心。組織内では情報収集のスペシャリストとして広く知られており、諜報活動や破壊工作の実績を認められている。
容姿
銀色のロングヘアーの美女。右目が白色、左目が青色のオッドアイを持つ。スタイルの良さから光彦にスーパーモデルのようと評されている。
人物像
記憶喪失中は穏やかな性格で少年探偵団とも打ち解けていたが、冒頭で赤井達と争った際は一般人を巻き込むことも辞さない残忍な面を見せている。ボクシングが得意な降谷零と互角に近い戦いを繰り広げる、警察庁が入居している中央合同庁舎第2号館から窓ガラスを突き破って飛び降りる、零や赤井らと過激なカーチェイスを繰り広げる、ダーツの矢をすべて的の中心に命中させる、高所から落下した元太を間一髪で助けるといった、高い身体能力を持つ。ベルモットと同じく日本語が堪能であり、カーチェイス中に片手でスマホを操作して日本語表記で入力したり、少年探偵団と日本語で会話したりしている。さらには、脳弓に珍しい損傷があり、酒のキュラソーにちなんだ5色の半透明シートやライトを目にすると、優れた記憶能力を発揮する。かつて、その記憶能力で組織の重要機密を知ったため、ベルモットによって始末されそうになったが、ラムに「その能力を私のためだけに使え」と持ちかけられて命拾いし、彼の腹心となった。
劇中での動向
警察庁へ侵入してNOCリストを盗み出す際、風見裕也ら公安警察官たちに発見されて逃走し、零や赤井とのカーチェイスを繰り広げた。逃走劇の末に記憶喪失となり、東都水族館の入口で少年探偵団と出会い、親しくなる。
終盤で記憶を取り戻すと葛藤の末に組織を裏切る道を選び、ジン達に始末されることになる。観覧車から脱走する途中で灰原と遭遇し、彼女の正体がシェリーであることを知る。灰原に自分を助けた理由を聞かれ、少年探偵団と過ごした時間を回想しながら「前の自分より今の自分の方が気分がいい」と告げ、灰原に探偵団の3人を託し、ジン達のオスプレイの攻撃を自身に集中させる。最後は、組織の攻撃を受け脱輪した観覧車を止めるべく、付近の工事現場から重機を操縦して特攻する。その結果、観覧車を止めることには成功したものの、自身は操縦席ごと観覧車に潰された上に爆発に巻き込まれて死亡し、身元の判別が不可能な遺体となって発見される。遺体からは、少年探偵団との思い出を象徴する白い「イルカのストラップ」が黒焦げの状態で発見された。

スタウト (Stout)
声 - マイケル・リース
MI6から組織に潜入していた男性捜査官。
NOCリストを盗み見たキュラソーの報告で正体が露見し、ロンドンでダブルデッカーに乗っていた際にコルンによって射殺される。コルンとは親しくしていたらしい。

アクアビット (Aquavit)
声 - カート・コモン
CSISから組織に潜入していた男性捜査官。
NOCリストを盗み見たキュラソーの報告で正体が露見し、トロントのCNタワーで観光ガイドをしていた際にキャンティによって射殺される。

リースリング (Riesling) / レオナ・ブッフホルツ
声 - 沢海陽子
BNDから組織に潜入していた女性捜査官。
NOCリストを盗み見たキュラソーの報告で正体が露見し、ベルリンでジンによって射殺される。映画本編では日本語を話しているが、小説版ではジンとドイツ語で会話している。

##### 黒鉄の魚影
ピンガ (Pinga) / グレース
声 - 村瀬歩
ラムの2人目の腹心。金髪のコーンロウの髪型が特徴的な男性で、『純黒の悪夢』で死亡したキュラソーの後任としてラムの腹心に着任した。
人物像
ジンにライバル心を抱いており、彼を出し抜いて組織内で上位にのし上がることに固執する野心家。そのためなら平然と他者を蹴落としたり、独断専行を働いたりすることから、ウォッカには快く思われていない。また、自らが殺害した人間に成り済ますために、その人間の死に様をじっくり観察するという残忍な一面も持つ。
体格は細身だが、蘭と渡り合えるほどの格闘技術を持つほか、高度なAI技術を使いこなすエンジニアとしての能力にも長けている。コナンに不信感を抱き、彼の正体が新一であることを老若認証システムで突き止めるなど、観察眼も優れている。一方、ジンが関わると感情的になる弱点もある。
劇中での動向
フランス出身の女性エンジニア・グレースとしてパシフィック・ブイに潜入した後、システム開発者の直美・アルジェントのUSBメモリから灰原の正体と生存を知り、ウォッカと共に灰原を拉致しようと動くが、事態を察した蘭の回し蹴りで首筋に痣をつけられる。コナンや阿笠とのカーチェイスの末に逃走し、その様子を捉えた監視カメラの映像の改竄を図ったことを、エンジニアとしての同僚であるレオンハルトに知られたため、ディープフェイクを使ったトリックで彼を自殺に見せかけて殺害する。しかし、フランス特有の指を使った数の数え方を理解できなかったことに加え、女装時の癖や首筋の痣から、コナンに犯行と正体を暴かれて現場から逃走する。ラムへのコナンの引き渡しを断念して組織の潜水艦へ合流に向かうが、すでに組織は潜航不能となった潜水艦の爆破を決定しており、何も知らないピンガは潜水艦の自爆に巻き込まれて笑みを浮かべながら死亡した。
誕生の背景
灰原が組織に迫られる内容や「ラムを出してほしい」との要望に脚本家の櫻井武晴が応え、かつてキュラソーがいた立ち位置（腹心）の人物を出そうとして創作された。そういった理由もあり、コードネームにはラムと同じ原料を使った蒸留酒のピンガが用いられている。容姿については、原作者の青山剛昌や監督の立川譲によって作られたところが大きいという。

#### スペシャルアニメ
バーに現れた男
声 - 安井邦彦
アニメスペシャル『エピソード“ONE” 小さくなった名探偵』に登場したスパイの男性。組織内での地位・本名・国籍・本来所属していた機関あるいは組織についてはすべて不明。
組織である企業の拳銃密輸の件を調査しており、それを終えた直後、自身の正体を見抜いていたジンに自動車ごと爆破され、死亡する。

#### テレビドラマ
謎の男
演 - クレジット未表記
名前不明。テレビドラマ『工藤新一の復活! 黒の組織との対決』に登場。
ケーキを食べて元の身体に戻った灰原をナイフで狙うが、蘭にナイフを叩き落とされて失敗し、逃走する。逃げ帰った直後にジンによって射殺され、ウォッカには「てめぇがナイフを落とした時点で、てめぇは命も落としてるんだよ」と罵られた。

#### ゲーム
ケイト＝ローレン
声 - 柚木涼香
PlayStation用ゲーム『3人の名推理』の「追憶の宝物事件」に登場。30歳。
セシリア共和国の通商大臣・エリック＝ガムランの秘書を務めており、序盤で人捜しの依頼のために毛利探偵事務所を訪れる。京都から戻ってきたコナン、蘭、小五郎と米花駅で再び合流し、ホテルまで同行する。中盤で黒ずくめの組織の連絡員であることが露見し、ジンとウォッカから生き延びるチャンスとして、オークション会場を破壊したエリックとその関係者を暗殺する任務を与えられるが、コナンの策によって遊園地内のメリーゴーランドなどに誘導され、路地で彼に麻酔銃で眠らされる。終盤では城からの狙撃でエリックの殺害が失敗した直後、ジンとウォッカに撃たれて地面へ落下し、最後はコナンの声に応じたが死亡した。

#### 特別編・派生作品
原作・アニメ版には未登場。
ジュネリック
特別編第26巻「黒の組織…現る」に登場。通称・ジュネ。年齢はシェリーの実年齢より1歳年下（17歳）。
幼少時に両親に捨てられて施設で暮らしていたが、知能の高さを組織に注目され、13歳当時に引き取られる。組織内では気弱な性格ゆえにいじめられており、自分を助けてくれたシェリーを姉のように慕っていた。一時はシェリーと共にAPTX4869の開発も手がけており、後に人間の記憶を自在に操る薬の開発に成功する。やがて、組織から逃走したシェリーを追って自らもAPTX4869で幼児化して脱走すると、子供を事故で亡くした夫婦の実子に成りすまし、シェリーの記憶を操作することで彼女と姉弟として生きようと企むが失敗。その結果、自身はすべての記憶を失い、先述の夫婦の子供として暮らすこととなった。その後、義父の都合によって遠くへ引っ越すことが示唆されている。

アラック / アミリーン
特別編第26巻に登場。表の顔は歌手だが、正体は組織の殺し屋。
標的の暗殺に失敗し、コナンに犯行を暴かれて警察に逮捕された後、護送中の車内にて歯に仕込んでいた毒薬を用いて自殺する。

黒髭（くろひげ）
特別編第35巻「豪華客船をウイルスから守れ」に登場。その名の通り黒いヒゲを生やした男性で、組織に所属するウイルスの研究者。
ジン達の命令で、日本全国を感染させるために開発した強毒なウイルスの実験を豪華客船「エカテリーナ二世号」で行うことになり、「失敗すれば、命で償ってもらう」と脅される。映画女優の子役であるエバ・ポートのマネージャーとして豪華客船に潜入し、彼女もろとも船内の乗客を感染させようと企てるが、灰原がエバになり替わっていたため、コナン達に犯行を見破られて失敗に終わる。その後、身元不明の水死体として発見されるが、死因は明かされていない。

アントニオ・ゴメス
「日本史の謎3」 第2話の、「信長を殺したのは誰？」に登場。組織に所属していた歴史犯罪者。各国の政府が隠している歴史的文書を見つけ出して政府を脅迫し、金を得ていた。コードネームは不明。
組織にいた頃の灰原に、二度ほど顔を見られた。過去には、ケネディ大統領暗殺事件で重大な証拠を用いてアメリカ政府を脅して大金を巻き上げ、組織に貢献したこともある。織田信長に関する偽文書を用いて極東キリスト教教会を強請る作戦を独断で実行し、ポルトガルの日本史の教授として毛利小五郎にガードマンを依頼する。コナンに犯行を見破られ、皆殺しにしての逃亡を企てるが失敗する。
2人組の男
「世界遺産の謎」に登場。組織に所属する2人組の男。聖遺物を対象に狙うハンターだが、大した成果を挙げていなかった。
スイスにてハプスブルク家を狙い、行動していた。ロンギヌスの槍を手に入れるとハプスブルクの一族を殺そうとするが、小五郎に敗れて失敗した後、収容先の刑務所にて組織に抹殺された。

## 組織に関わった人物

### 組織に関わった存命中の人物
ウォッカの取引相手の社長
声 - 辻親八（1話）、浦山迅（エピソード“ONE” 小さくなった名探偵）
ジェットコースター殺人事件の後、ウォッカが取引を行った人物。本名は不明。
会社で行っていた拳銃密輸の証拠フィルムをネタに、組織に1億円を強請られた後、ジンが新一を殴り倒したことに怯えて逃亡した。その後の消息は不明だが、命だけは助かったとされている。
『エピソード“ONE” 小さくなった名探偵』では、バーボン（安室透）の調査によって暴力団の泥惨会（）と絡んでいたことが判明している。

ジン達の取引相手の女性
声 - 紗ゆり
走行中の新幹線内でジン達が取引を行った、キャリアウーマン風の女性。本名は不明。
「金（）に関する情報」が入ったケースをジンたちから4億円で買い取ったが、名古屋にて降車した彼らには用済みと見なされており、ケースに仕掛けられた爆弾で走行中の新幹線もろとも爆殺されそうになったところ、コナンの活躍によって間一髪で命拾いする。その後は京都府警察に逮捕されて洗いざらい話したが、組織に深く関わった人物ではなかった。
なお、アニメでの取引相手はジンたちではなく、彼らと容姿がよく似た上田（うえだ〈ジンに相当〉）と下田（しもだ〈ウォッカに相当〉）という2人組であり、最後にはこの2人も逮捕された。

中島 秀明（なかじま ひであき）
声 - 谷川俊
ゲーム会社「満天堂」の開発部社員。27歳。
大学時代はボクシング部に所属していた。社長である石川（いしかわ）には頭が上がらない。
同僚の一言にヒントを得て作ったゲームが成功するなど、有能で要領はいいが、多額の借金を抱えているらしく、満天堂の新作ゲーム発表会の会場でテキーラと取引し、全世界の有能なコンピュータプログラマーのリストを大金で売ろうとしていた。しかし、自分への殺意を持っていた同僚の竹下裕信が仕掛けた爆弾でテキーラが死亡したため、取引は続行不可能となった。「取引を台無しにした貴方はどのみち組織に狙われる」「警察に保護してもらったほうが賢明」と小五郎の声を使ったコナンに忠告された。
なお、組織との接触に利用していた米花町の大黒ビル最上階に所在するバー「カクテル」は、事件後に爆破された。

狼男
声 - 広瀬正志
「季節外れのハロウィンパーティー」に狼男の仮装で参加した男。本名・素顔は不明。
パーティーを主催した映画プロデューサー・福浦 千造（ふくうら せんぞう）を個人的な事情で憎んでおり、そのことをある殺人サイトの掲示板に「殺してやりたい」と書き込んだところ、ベルモットから「殺人計画を授けるから実行しないか」と勧誘された。一旦はそれを断るが、自分と家族の盗撮写真など彼らの1日の行動が資料としてダンボール箱1つ分も送られてきたため、恐怖からやむなく殺人を実行する。その後、新一に変装した平次によって犯行を暴かれ、逮捕された。

土門 康輝（どもん やすてる）
声 - 福田信昭
衆議院議員総選挙に初出馬する予定だった男。
元自衛隊幹部で、父も元防衛庁の官僚ゆえに政界には顔が利く。人一倍正義感が強く、メディアで暴力や犯罪に関する過激な発言を繰り返しているため、過去にその筋から殺し屋を差し向けられたことがある。
未来の首相候補という噂まで流れるほどカリスマ性が高く、組織は自分たちに反抗する芽を早い内に摘もうと考えて暗殺を画策したが、コナンとFBIによって阻止される。その後、官僚だった父の20年前の不倫疑惑が発覚したことによって出馬を見合わせたため、暗殺対象から外された。
組織内での呼び名はDJで、ダイヤのジャックを意味する。

船本 透司（ふねもと とうじ）
声 - かないみか
キールが組織の暗殺計画実行中に起こしたバイク事故の原因になった少年。8歳。
バイク事故の唯一の目撃者で、ベルモットは情報を得るため彼に接触した。
母・兼世（かねよ）が殺害された際、透司は事故や母親について尋ねてきた「外国の女の人」（ベルモット）が犯人だと考えていた。しかし、FBIによって事故の形跡が抹消されていたため、「母を亡くしたショックで本当の記憶と映画やドラマで見たシーンがごっちゃになっている」と見なされ、外国人の女も容疑者から外れた。なお、この事件に組織は関わっていなかった。
事件解決後、キールが病院に運ばれたことを組織が知ったため、透司はFBIに保護された。ジンは透司の生存に不満を漏らしていたが、ベルモットに「子供だから今のところ問題ないんじゃない」と返され、透司の殺害を見送った。

### 故人（組織に関わった人物）
羽田 浩司（はねだ こうじ）
声 - 安元洋貴
「七冠に最も近い」とされた日本の棋士で、同じく棋士である羽田秀吉の義兄。実家は資産家で、浩司の父は赤井務武と親友同士であり、大岡紅葉の実家である大岡家とも資産家同士で深い縁がある。
「初志貫徹」を座右の銘としており、その信念は秀吉にも受け継がれている。
四冠王として活躍していた17年前、趣味のチェス大会に出場するために渡米。宿泊したホテルで、アメリカの資産家にして浩司の大ファンであったアマンダ・ヒューズ (Amanda Hughes)と出会う。何らかの危険を察知した羽田は、アマンダのボディーガードである浅香（あさか）を自分の部屋に隠し、お守りとして将棋の駒を渡す。その後、部屋に現れたラムに毒薬を飲まされて殺害された。APTX4869の被害者一覧には、工藤新一の2つ下に「羽田浩司 死亡」と記載されている。
事件直後の浩司の部屋は荒らされており、部屋中に散乱した食器類には「P T ON」と書かれた鏡が混ざっていた。
羽田浩司の名前は1998年2月15日発売の単行本18巻が初出だが、作中の人物によって初めて言及されて容姿が描かれたのは、71巻分も後となる2016年4月20日発売の単行本89巻となった。

アマンダ・ヒューズ
声 - 冨永みーな
アメリカ合衆国の資産家。81歳。17年前、羽田浩司が死亡していたホテルの別の部屋で死亡していた。「浅香」と呼ぶボディーガードをつけていたが、浅香は消息不明となっている。
生前は羽田浩司の大ファンで、アメリカの政府機関や捜査機関のFBI・CIAや日本の政府や警察庁に顔の利く資産家でアメリカ合衆国次期大統領候補であった。死の直前にチェスの駒にダイイングメッセージを残していた。
17年前、チェスの大会に来ていた羽田浩司とホテルで会う。その際、部屋にラムをはじめとする黒ずくめの男達が現れるが、「組織が開発した毒薬」を自ら服用して死亡。死の直前にはチェスの駒にダイイングメッセージを残していた。

千間 恭介（せんま きょうすけ）
声 - なし
烏丸に殺害された考古学者の一人。
黄昏の館の事件及び宝のありかに関する暗号を、娘の千間 降代（せんま ふるよ）に残していた。

### 組織に関わり本編途中で死亡した人物
広田 健三（ひろた けんぞう）
声 - なし
10億円強奪犯の1人。本名は不明。年齢は48歳、身長170センチメートル、東京都出身。
タクシー運転手で、運転技術を買われて広田雅美に雇われた。盗んだ金を独り占めにして姿を消したが、「健三の唯一の肉親である娘」を名乗った広田雅美の依頼を受けた小五郎たちに居場所を知られ、雅美から連絡を受けて先に合流した広田明に絞殺される。
趣味は競馬で、競走馬の名であるゴーカイテイオーに由来する「ゴウ」「カイ」「テイ」「オウ」という名前を4匹の飼い猫につけていた。

広田 明（ひろた あきら）
声 - 手塚秀彰
10億円強奪犯の1人。本名は不明。年齢は自称28歳。身長190センチメートルを超える大男。荒っぽい性格だが、腕っぷしを買われて広田雅美に雇われた。
広田健三が盗んだ金を持って姿を消した後、「健三の唯一の肉親である弟」で九州出身の広田明と偽り、サングラスをかけた大男の探偵に捜索を依頼する。雅美から連絡を受けて健三と再会するが、彼に裏切られたことに怒って彼を絞殺した後、ジンとウォッカから睡眠薬と偽って渡された青酸カリを雅美から飲まされて死亡する。

岸井（きしい）
声 - 千葉一伸
アニメ第128話「黒の組織 10億円強奪事件」に登場した10億円強奪犯の1人。
広田雅美（宮野明美）に雇われた。ギャンブル好きで、かなりの借金を抱えている。ガードマンとして四菱銀行に潜入し、現金輸送車の扉を中から開ける役目を担っていた。事件後、銭湯から自宅に帰る途中でウォッカに射殺される。

貝塚 士郎（かいづか しろう）
声 - なし
アニメ第128話「黒の組織 10億円強奪事件」に登場した10億円強奪犯の1人。
元レーサーとしての運転技術を買われ、広田雅美（宮野明美）に雇われた。銀行から車で逃走する際にレーサー並みの猛スピードで運転し、コナンのスケボーによる追跡を振り切る。事件後、マンションの自室でジンに射殺される。

広田 正巳（ひろた まさみ）
声 - 中博史
南洋大学の教授で、宮野明美の恩師。61歳。妻・登志子（としこ）と共に静岡県で暮らしていた。名前は、明美の偽名「広田雅美」の由来にもなっている。
研究所にいた頃の宮野志保（灰原哀）が誤って明美に送ってしまった、組織の重要データ入りフロッピーディスク (FD) を持っていたため、組織はFDの中身を見た可能性のある広田を抹殺しようと考えたが、教え子の1人でモデルの白倉 陽（しらくら あきら）によって先に殺害されてしまった。
なお、FDは最終的にコナン達が入手したが、組織のコンピュータ以外のコンピュータで立ち上げるとコンピュータウイルス「闇の男爵（ナイトバロン）」が発生し、データを完全破壊するようになっていたため、コナンたちは情報の入手に失敗している。
酒癖が非常に悪く、客が来るのが分かっていながらも泥酔するほどに飲んでいた。また、酔った状態で発した言葉が白倉に殺される要因ともなってしまった。しかし、知人の阿笠が広田の発言について「『自分に自信を持て』という意味があったはず」と解釈していることから、本来は教え子想いな人物であった模様。

板倉 卓（いたくら すぐる）
声 - 大友龍三郎
組織と契約したゲームのシステムエンジニア。45歳。
以前は映画の特殊視覚効果に関わる有名なCGデザイナーだったが、点字を必要とするほどに視力が低下したことから、エンジニアに転向した。職業上、有希子をはじめとした各国の女優と面識があるほか、シャロン（ベルモット）とは犬猿の仲だったことが知られている。有能なシステムエンジニアとして組織に着目され、ベルモットによる発注でとあるソフトウェアを作らされる。ソフトの全容は不明だが、板倉の日記には、以前そのソフトを作ろうとした際に「我々人間のために断念した」と記されている。
視力だけでなく心臓も手術が必要なほどに病んでおり、ソフトを未完成のままにして海外へ高飛びしようとしていたが、友人の相馬 竜介（そうま りゅうすけ）から組織とは無関係に個人的な恨みを買っていたため、組織が始末する前に相馬の手で心疾患を利用されて殺害された。

### 組織に関わったオリジナルキャラクター
直美・アルジェント（なおみ・アルジェント）
声 - 種﨑敦美
劇場版『黒鉄の魚影』に登場。八丈島沖に建造されたインターポールの海洋施設「パシフィック・ブイ」で働くシステムエンジニア。19歳。EU議会議員でイタリア人の父のマリオ・アルジェントと日本人の母の間に生まれたハーフ。国籍はアメリカ合衆国で、ボストン育ち。
ボストンの小学校に通っていた頃、東洋系の顔立ちが原因でいじめられていたところを同級生だった宮野志保に救われたが、自分に代わっていじめの矛先を向けられてしまった彼女のことを助けられなかったことから、「人種や年齢による差別を無くす」という将来の夢を抱く。その後、顔認証システムを下地として幼少期の写真から成長後の顔の形状をAIで予測・構築し、防犯カメラの映像から該当者を見つけ出す「老若認証システム」を開発し、インターポールからスカウトされる。老若認証システムのテストで志保について検索するが、幼児化した姿（灰原）も検出され、そのデータをペンダント型のUSBメモリに残していた。
黒ずくめの組織に老若認証システムの譲渡と技術協力を要求されて断ったことから組織に拉致され、その際にUSBメモリのデータを見られたことで灰原が囚われてしまう。組織に協力しない姿勢を貫いたため、脅迫として父を狙撃されるところを見せつけられるが、灰原の激励で再起し、キールの手引きもあって脱出に成功した。
パシフィック・ブイ崩壊後は情報非公開の配属先に転属となる。灰原が志保本人であることを確信したものの、互いにそのことは口に出さずに別れを告げた。